# Zorro (film)
Zorro è un film del 1975 diretto da Duccio Tessari. È la versione cinematografica europea più popolare del personaggio, ed una delle più famose nel mondo. Nella pellicola, l'iconico eroe mascherato è interpretato da Alain Delon.

## Trama
Cartagena, primi dell'Ottocento. Il neo-governatore della colonia spagnola di Nuova Aragona, Don Miguel de la Serna, incontra in una locanda il vecchio amico Diego, esponendogli i nobili principi con cui vuole governare il popolo, oppresso dalle costanti ingiustizie commesse dai funzionari corrotti e dai banditi, pagati dagli inglesi per indebolire la Spagna. Diego, presumibilmente un mercenario giramondo, è uno spadaccino fenomenale ma anche un uomo cinico e disilluso sulla natura umana e sulle logiche della politica; durante la cena "canzona" l'amico per il suo idealismo ingenuo.
Miguel tuttavia subisce un attentato, ordito dal colonnello Huerta, nel quale - nonostante Diego lo difenda uccidendo molti aggressori - rimane ferito mortalmente. Dona dunque il suo anello di governatore a Diego, facendogli promettere, in punto di morte, di governare in sua vece secondo giustizia. Diego accetta e si impegna di non uccidere nessuno "in nome" di Miguel.
Giunto a Nuova Aragona, Diego si presenta al palazzo dei governatori con l'identità di Miguel de La Serna, sotto però le spoglie fittizie di uomo inetto, stupido ed effeminato, dedito alla vita di corte. La personalità del governatore non disturba le ambizioni di Huerta, che riesce benissimo, affidata la sicurezza del nobile al sergente Garcia, a opprimere la popolazione con ulteriori imposte e divieti.
Diego, dunque, ispirato dai racconti di un bambino e da una sua "fantasia" immaginaria, diviene Zorro, il giustiziere mascherato che difende il popolo oppresso dal colonnello Huerta, liberando frate Francisco dall'ingiusta condanna. Il finto nobile si divide tra la divertente vita di palazzo con la stupida quanto odiosa zia Carmen, infatuatosi del capitano Prussiano Fritz von Merkel, e la difesa della popolazione, ormai sull'orlo della rivolta. Nasce inoltre un'attrazione sentimentale tra Zorro e Ortensia Pulido, cugina del defunto neo-governatore a cui erano state requisite le ricchezze e i possedimenti in quanto sovversiva.
Il colonnello Huerta dunque ordina la condanna ai lavori forzati di frate Francisco e dei ribelli, che vengono imprigionati dai soldati, e ordina l'arresto di Ortensia Pulido. Zorro affronta i soldati, libera i prigionieri, depista i soldati fuori città e libera Ortensia. Dopo varie vicissitudini, Diego inscena la sua morte come governatore, permettendo così a sé stesso di agire unicamente come Zorro e giungere alla resa dei conti.
Il cavaliere mascherato infine si dirige presso il palazzo e affronta coraggiosamente il colonnello Huerta in un duello lunghissimo ed estenuante, combattuto con spade e armi di vario genere, fino a giungere alla torre del palazzo. Rivelata la sua vera identità, Zorro uccide il colonnello, vendicando così l'amico governatore e restituendo la giustizia al popolo. Ortensia assume le redini della rivolta popolare, mentre Zorro si allontana all'orizzonte.

## Produzione
Le riprese avvennero principalmente in Spagna, ad Aranjuez (Madrid) e ad Almería (Andalusia). Le scene della residenza del governatore vennero realizzate presso il Museo Cerralbo a Madrid. Tutte le altre scene interne vennero girate a Roma. Le scene della fuga di Ortensia dalle prigioni della fortezza sono state girate a Castel Sant'Angelo.

## Distribuzione
Il film uscì nelle sale italiane il 6 marzo 1975, distribuito dalla Titanus.

## Accoglienza
La pellicola si rivelò campione d'incassi in Italia, e un successo in Europa.
In Italia, fu il 18esimo incasso più grande del 1974-1975.
Nel 1978, Zorro fu uno dei primi film occidentali ad essere proiettato in Cina, dopo la rivoluzione culturale; venne visto approssimativamente da 70 milioni di cinesi. 

## Colonna sonora
La colonna sonora fu affidata agli Oliver Onions, pseudonimo di Guido e Maurizio De Angelis, che pubblicarono il singolo Zorro Is Back/To You Mi Chica distribuito in Europa e Giappone. Entrambi i brani confluirono nell'LP ufficiale della colonna sonora, Zorro (Original Film Soundtrack), ristampato più volte anche in CD nel corso degli anni.